# Eacles barnesi
Eacles barnesi  (лат.) — вид крупных ночных бабочек рода Eacles из семейства павлиноглазок подсемейства Ceratocampinae, обитает в Южной Америке.

## Ареал
Обитает в Южной Америке, включая Французскую Гвинею, Бразилию и Перу.

## Местообитание
Влажные тропические леса (сельва) и саванна на высоте от 100 до 1000 м над уровнем моря.